# Du bestämmer
Du bestämmer var en svensk dramaserie som sändes i två säsonger 1994–1995 i SVT. 
I varje avsnitt visades en dramatisering av ett moraliskt dilemma, inte helt olikt Bullens brevfilmer. I slutet av programmet fick tittarna telefonrösta om vilket av två alternativ huvudpersonen i programmet skulle välja. Frågorna som tittarna fick ta ställning till kunde vara ”Skall Birgitta posera naken eller inte?” och ”Skall Tom, som blivit vittne till en misshandel, ange sin vän?”.
Den första säsongen var en del av lördagsunderhållningsprogrammet Det kommer mera men den andra och sista säsongen sändes separat.